# Robert Sara
Ne doit pas être confondu avec Robert Sarah.
Robert Sara est un footballeur autrichien né le 9 juin 1946 à Oberlainsitz.
Ce joueur porta 571 fois le maillot du FK Austria Vienne de 1965 à 1984 faisant de lui le recordman du club.

## Carrière
- 1965-1984 : Austria Vienne  Autriche (571 matches ; 23 buts)
- 1985 : Favoritner AC Vienne  Autriche (20 matches)

## Sélections
- 55 sélections et 3 buts avec l'équipe d'Autriche de 1965 à 1980.